# Dana Vollmer
Dana Whitney Vollmer (Syracuse, New York, 1987. november 13. –) ötszörös olimpiai bajnok amerikai úszónő.
A 2004. évi nyári olimpiai játékokon aranyérmet nyert az Egyesült Államok csapatának tagjaként a 4 × 200 méteres gyorsváltóval, amely világrekordot úszott a versenyen. Nyolc évvel később, a 2012-es londoni olimpián 100 méteres pillangóúszásban világrekordot állított fel és  4 × 200 méteres gyorsváltó tagjaként újabb aranyérmet szerzett. A 2016-os riói olimpián három érmet nyert. 2000-ben, 12 évesen a legfiatalabb résztvevője volt az amerikai olimpiai válogatóversenynek.
Összesen harminchárom érmet nyert a nagyobb nemzetközi versenyeken, köztük tizenkilenc aranyérmet, nyolc ezüstöt és öt bronzot, az olimpián, a világbajnokságon, a Pánamerikai játékokon, a Csendes-óceáni bajnokságon és a Jóakarat játékokon is állt a dobogó legfelső fokán.

## Sportpályafutása
Vollmer Syracuse-ban, New York-ban született és a Dallas–Fort Worth metroplex régióban nőtt fel, a texasi Granbury-ben. Korcsoportos úszóként Ron Forrest edző felügyelete mellett kezdett úszni a Fort Worth Area Swim Team csapatában.
A floridai egyetem hallgatójaként 2006-ban Florida Gators nevű úszó- és búvárcsapatba került, ahol Gregg Troy lett az edzője. Első éve után a Berkeley-i Kaliforniai Egyetem tanulója lett , 2007 és 2009 között a kaliforniai Golden Bears úszúcsapatá erősítette. Egymást követő három évben választották az év kiemelkedő főiskolai úszójának.
Tizenkét éves korában a legfiatalabb résztvevője volt az amerikai olimpiai válogatóversenynek 2000-ben, egy évvel később pedig a legfiatalabb résztvevője a Jóakarat játékoknak.
A 2004-es athéni olimpián a 4x200 méteres gyorsváltó tagjaként, Natalie Coughlinnel, Carly Piperrel és Kaitlin Sandenóval aranyérmes lett, világcsúcsot úszva.
A 2007-es úszó-világbajnokságon tagja volt az aranyérmes 4 × 200 m-es gyorsváltónak és az ezüstérmes 4 × 100 m vegyes váltónak.
A 2008-as olimpiai válogatón nem sikerült kivívnia az ötkarikás játékokon való részvétel jogát. 200 méteres gyorsúszásban 1:58,67-tel, 0,51 másodperces hátránnyal végzett a 6. helyen, 100 méteres pillangóúszásban 58,64-gyel 9. helyezett, 100 méteres gyorsúszásban 54,84-gyel 8. lett.
A 2009-es úszó-világbajnokságon két érmet nyert; ezüstérmet a 4 × 200 méteres gyorsváltóval és egyéniben bronzérmet 200 méteres gyorsúszásban. Utóbbi versenyszámban megdöntötte Allison Schmitt országos rekordját.
A 2009-es úszó-világbajnokságon három érmet nyert, a 200 méteres gyorsúszásban harmadik lett, a 4 × 200 méteres gyorsváltó tagjaként pedig második, új amerikai rekordot elérve. A 100 méteres pillangóúszás elődöntőjében új országos csúcsot úszott, majd a döntőben az első helyen végzett az ausztrál Alicia Couttsot megelőzve.
A 2012-es londoni olimpián a 4x100-as vegyes- és a 4x200-as gyorsváltóval nyert aranyérmet, a harmadik elsőségét pedig a 100 méteres pillangóúszásban érte el. Ezt követően életében a családalapítás került előtérbe, de így is részt vett a 2016-os riói olimpián, ahol a 4x100-as vegyes váltó tagjaként ötödik olimpiai bajnoki címét is megszerezte. 2017-ben megszületett második gyermeke is, majd ezt követően folytatta az úszást, de sérülések is hátráltatták, ezért 2019 nyarán bejelentette visszavonulását.

## Rekordjai

### Nagymedencében
| Versenyszám    | Idő     | Helyszín     | Dátum             | Rekord          |
| -------------- | ------- | ------------ | ----------------- | --------------- |
| 50 m pillangó  | 25.80   | Charlotte    | 2012. május 12.   |                 |
| 100 m pillangó | 55.98   | London       | 2012. július 29.  | Országos rekord |
| 200 m pillangó | 2:09.86 | Indianapolis | 2012. március 31. |                 |
| 50 m gyors     | 25.09   | Indianapolis | 2011. március 4.  |                 |
| 100 m gyors    | 53.30   | Róma         | 2009. július 31.  |                 |
| 200 m gyors    | 1:55.29 | Róma         | 2009. július 28.  |                 |

### Rövid pályán
| Versenyszám    | Idő   | Helyszín | Dátum              | Rekord          |
| -------------- | ----- | -------- | ------------------ | --------------- |
| 50 m pillangó  | 25.83 | Dubaj    | 2010. december 16. |                 |
| 100 m pillangó | 55.59 | Berlin   | 2010. október 30.  | Országos rekord |
| 100 m gyors    | 52.58 | Dubaj    | 2010. december 16. |                 |